# Politikollegiet
Politikollegiet var ett av Stockholms stads borgmästarledda kollegier som bildades under 1700-talet (de andra var justitiekollegiet, handelskollegiet samt byggnings- och ämbetskollegiet).
Kollegiet hade bland annat ansvar för Stockholms borgerskaps militärkårer. Kollegiet är numera avskaffat.